# Kim Bui
Kim Bui (Tubinga, 20 gennaio 1989) è un'ex ginnasta tedesca.
Ha rappresentato il suo Paese a tre edizioni dei Giochi olimpici (Londra 2012, Rio 2016 e Tokyo 2020), otto edizioni dei Campionati del Mondo e nove edizione dei Campionati Europei.

## Biografia
Nata a Tubinga da madre vietnamita e padre lao, nel 2015 si è laureata in Biologia all'Università di Stoccarda. 

## Carriera

### 2021
Nel 2021 viene scelta per far parte della squadra tedesca alle Olimpiadi di Tokyo, insieme a Elisabeth Seitz, Pauline Schäfer e Sarah Voss.
Il 25 luglio prende parte alle Qualifiche: la Germania non riesce a qualificarsi per la finale a squadre, ma individualmente Bui si qualifica per la finale all-around, diventando così la ginnasta più anziana (32 anni) a prendere parte ad una finale individuale olimpica. 
Il 29 luglio termina diciassettesima nella finale all around.